# An American Trilogy
An American Trilogy è un brano musicale medley arrangiato dal cantautore country Mickey Newbury  e reso popolare da Elvis Presley (Glory, Glory Halleluja...). 

## Descrizione
Si tratta di un medley di tre canzoni del XIX secolo, Dixie, una canzone del menestrello "blackface" che divenne l'inno ufficioso della  Confederazione nella guerra civile americana, All My Trials, originariamente una ninna nanna delle Bahamas, ma strettamente legata allo african-spiritual americano e ben conosciuto attraverso la musica folk, e "l'inno di battaglia della Repubblica" John Brown's Body, la canzone di marcia dell'esercito dell'Unione durante la guerra civile.
Newbury per primo registrò il brano nel suo album del 1971, ottenendo un posto di rilievo nel suo primo concerto live al Montezuma Hall da cui fu pubblicato un album nel 1973.
Elvis Presley iniziò a cantare il brano in concerto nel 1972; una registrazione in febbraio fu pubblicata dalla RCA come singolo. Ha poi eseguito il brano nel documentario del 1972 Elvis on Tour e nella sua famosa trasmissione televisiva satellitare internazionale del 1973 Elvis: Aloha from Hawaii.
L'originale versione di Mickey Newbury raggiunse nel 1972 la posizione 9 nella classifica Billboard's Easy Listening. Più tardi nel 1973 la versione di Elvis Presley raggiunse la posizione 31 nella classifica Easy Listening.

## Versioni

### Elvis Presley
La versione di Elvis Presley è stata utilizzata come brano di chiusura durante la Stone Mountain Lasershow a Stone Mountain fino a metà degli anni ottanta. Il brano viene riprodotto durante un'animazione che mostra il generale confederato Robert E. Lee durante la guerra civile americana a cavallo attraverso un campo che contiene numerose vittime; rompe alla fine la sciabola a metà e con le due metà ricongiunge il nord e il sud degli Stati Uniti. Venne pubblicata nel 1972 nel singolo An American Trilogy/The First Time Ever I Saw Your Face.

### Altre cover
Oltre 465 versioni di An American Trilogy sono state registrate da artisti diversi, tra cui Billy "Crash" Craddock, Alwyn Humphreys, Cardiff Arms Park e dal coro Morriston Orfeo. Come ep il brano è stato anche eseguito e registrato nel 2002 dalla band heavy metal/epic metal Manowar.